# Outeiro da Cortiçada
Outeiro da Cortiçada era una freguesia portuguesa del municipio de Rio Maior, distrito de Santarém.

## Historia
Fue suprimida el 28 de enero de 2013, en aplicación de una resolución de la Asamblea de la República portuguesa promulgada el 16 de enero de 2013 al unirse con la freguesia de Arruda dos Pisões, formando la nueva freguesia de Outeiro da Cortiçada e Arruda dos Pisões.